# ذخیره‌گاه طبیعی پوتورانا
ذخیره‌گاه طبیعی پوتورانا (انگلیسی: Putorana Nature Reserve) یک پارک و ذخیره‌گاه طبیعی در سرزمین کراسنویارسک کشور روسیه است.